# 波薩姆特羅特 (阿拉巴馬州)
波薩姆特羅特（英語：Possum Trot）是一個位於美國阿拉巴馬州卡爾霍恩縣的非建制地區。該地的面積和人口皆未知。

## 地理
波薩姆特羅特的座標為33°52′15″N 85°45′07″W / 33.870833°N 85.751944°W，而該地最高點為海拔高度200米（即640英尺）。